# Satyrus illustris
Satyrus illustris är en fjärilsart som beskrevs av Bang-haas 1927. Satyrus illustris ingår i släktet Satyrus och familjen praktfjärilar. Inga underarter finns listade.